# Wag Hemra
La zone Wag Hemra est l'une des 10 zones de la région Amhara en Éthiopie.

## Woredas
La zone est composée de 3 woredas :
- Dehana
- Soqota
- Zikuala